# Vararia rhombospora
Vararia rhombospora är en svampart som beskrevs av Boidin & Lanq. 1977. Vararia rhombospora ingår i släktet Vararia och familjen Lachnocladiaceae.   Inga underarter finns listade i Catalogue of Life.